# Aedes lacteus
Aedes lacteus är en tvåvingeart som beskrevs av Knight 1946. Aedes lacteus ingår i släktet Aedes och familjen stickmyggor.
Artens utbredningsområde är Filippinerna. Inga underarter finns listade i Catalogue of Life.